# Marcos Fernando Moraes
Marcos Fernando Moraes (Santa Leopoldina, 6 de abril de 1961), também conhecido como Marquinhos, é um político brasileiro, ex-prefeito do município de Fundão, Espírito Santo.
Tendo estudado apenas o ensino fundamental, iniciou sua carreira política em 1988, quando foi o vereador mais votado de Fundão. Repetiu o feito em 1992 e, em 1996, tornou-se vice-prefeito. Candidatou-se a vice-prefeito nas eleições de 2004 pelo PTB,  sendo seu titular Gilton Luís Ferreira (então no PPS).. Foi eleito para o cargo de prefeito pelo PDT para o período de 1º de janeiro de 2009 a 31 de dezembro de 2012.
Por decisão da Justiça de 3 de junho de 2011, Marquinhos foi afastado do cargo, junto de seu vice, Ademir Loureiro de Almeida (PSC), por suspeitas de improbidade administrativa. No dia 27 de maio anterior, a Operação Tsunami prendeu secretários municipais, dois vereadores, empresários e funcionários públicos. Foi substituído pelo presidente da Câmara Municipal, Anderson Pedroni Gorza (então no PC do B), até o dia 3 de agosto de 2011, quando reassumiu o cargo. Foi novamente afastado da liderança do Executivo pela Justiça, sendo bloqueados seus bens e os dos outros acusados de um esquema no transporte escolar. O presidente da Câmara, Anderson Pedroni Gorza, assumiu a prefeitura interinamente mais uma vez em 5 de setembro.
Em junho de 2013, a Justiça proferiu uma nova decisão de bloqueio de seus bens, do ex-secretário de Obras de sua gestão e do vereador Eloízio Tadeu Rodrigues Fraga, no valor de R$ 100 mil, relativa à ação de improbidade administrativa envolvendo material de construção de obras da prefeitura, que teria sido desviado para moradores. O Ministério Público do Espírito Santo (MPES) entrou com ação pedindo bloqueio dos bens de Marquinhos, do ex-secretário de Planejamento e Infraestrutura, de uma empresa e do seu dono, em outubro de 2015, por suspeita de irregularidade na dispensa de licitação da reforma da Escola Professor Ernesto Nascimento, que passou a abrigar alunos de uma creche afetada por fortes chuvas. Em janeiro de 2009, a empresa de um doador da campanha eleitoral de Marquinhos foi escolhida para a obra que custou R$ 137.448,94, dos quais foram pagos R$ 21,3 mil a mais do que foi executado.
O ex-prefeito foi absolvido em primeira instância numa ação de improbidade, iniciada pelo MPES, por gastos excessivos e injustificados com pessoal durante o ano de 2009 (56,95% do total dos gastos naquele ano) e pagamento indevido de horas-extras, em sentença da juíza da 4º Vara da Fazenda Pública Estadual do Espírito Santo, Sayonara Couto Bittencourt. A magistrada aceitou os argumentos da defesa de que, naquele ano, houve uma excepcionalidade devido às fortes chuvas sofridas pelo município, bem como de que há jurisprudência do Tribunal de Justiça do Espírito Santo (TJES) e de tribunais superiores de afastar a responsabilização por extrapolação do limite sem dano ao erário. No entanto, a 2ª Câmara Cível do TJES reverteu essa decisão em 1º de agosto de 2017. Em seu relatório, o desembargador Fernando Estevam Bravin Ruy entendeu que bastam indícios para que a denúncia pudesse ser acolhida.
Em 6 de outubro de 2024, foi eleito vereador pelo Partido da Social Democracia Brasileira.